# Max Thedy
Maximilian Eduard Gallus Thedy oder Max Thedy (* 16. Oktober 1858 in München; † 13. August 1924 in Polling bei Weilheim) war ein deutscher Maler, Zeichner und Radierer.

## Leben

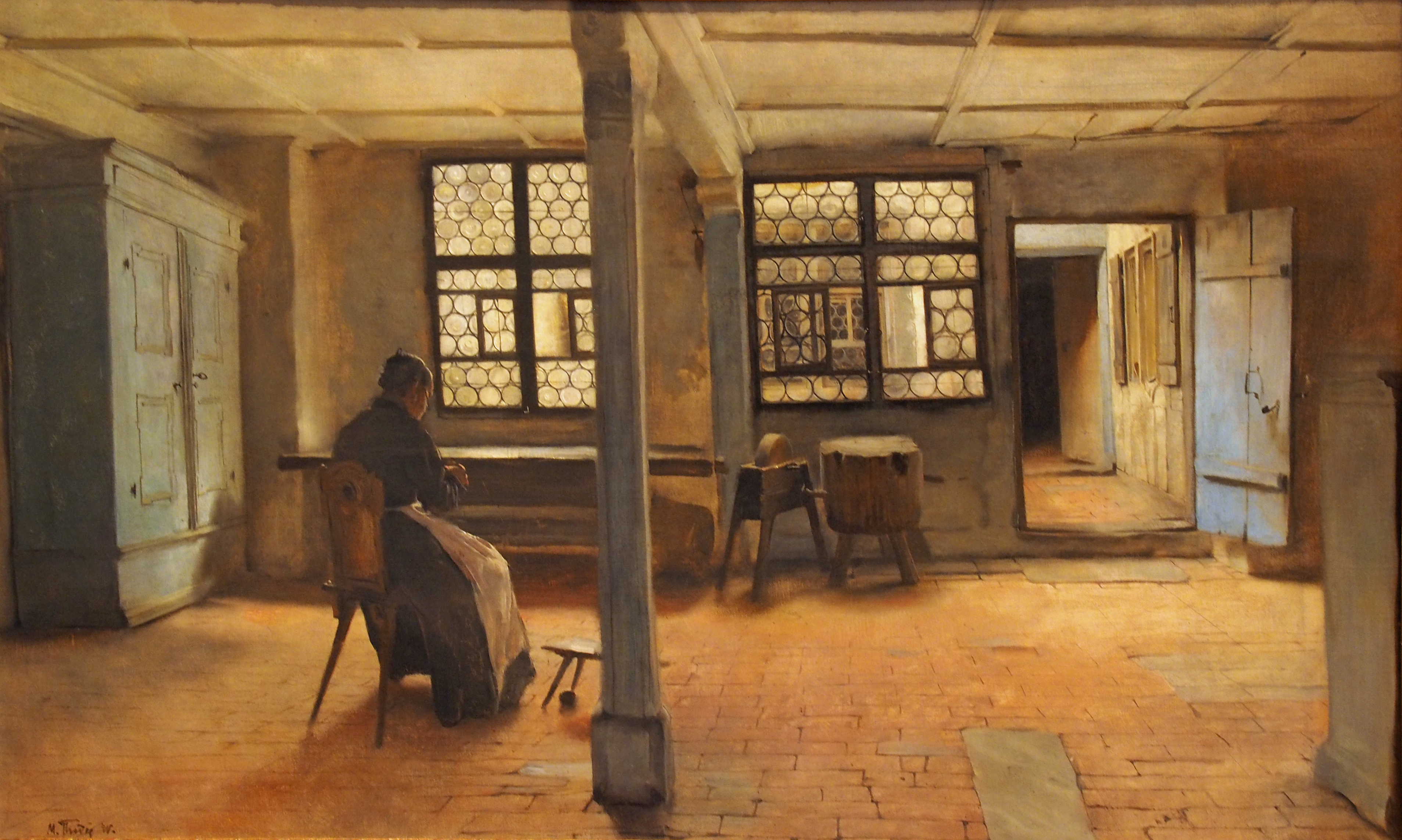
Stube in Überlingen am Bodensee, ausgestellt im Museum im Weimarer Stadtschloss

Max Thedy wurde als Sohn des Aktuars Johann Valentin Thedy und seiner Frau Theresia geboren, als jüngster von zwölf Geschwistern. Nach dem frühen Tod der Eltern wurde der 12-jährige Max 1870 von dem aus Hamburg stammenden Maler Georg Friedrich Louis Reinhardt (1819–1905) aufgenommen und zum Malen angeregt. Er war ab 1875 Schüler der Kunstakademie seiner Heimatstadt. 1882 wurde er mit 24 Jahren als Professor an die Weimarer Kunstschule berufen. Zu seinen Schülern gehörten Elisabeth Thiermann, Christian Rohlfs, Ernst Biedermann, Erich Dummer, Rudolf Schmidt-Dethloff, Albert Johannsen, Friedrich Fleischer und Fritz Amann. 1919 wurde Thedy Meister am Bauhaus und 1921 der wieder errichteten Staatlichen Hochschule für bildende Kunst als Professor zugeordnet.
Max Thedys Werk wurde und wird in vielen Ausstellungen in Europa und in den USA gezeigt, zuletzt 2002 in Weimar, 2005 in Ueberlingen und Frankfurt am Main.

## Familie
Max Thedy heiratete am 4. April 1884 in Berlin (Katharina Sophie) Dorothea Brendel (* 20. Mai 1858; † 9. November 1945), Tochter des Berliner Kaufmanns Carl Friedrich Otto Brendel (1820–1887) und dessen Frau Sophie Wilhelmine Elise Brendel, geb. Immich (1826–1869). Thedy war durch die Schwester seiner Frau – Maria Brendel (1852–1931) – ein Schwager des Malers Ferdinand Schauss. Sein Schwiegervater war ein Vetter des Tiermalers Albert Brendel.

### Biographie, Gesamtwerk
- Peter Stapf: Der Maler Max Thedy (1858–1924). Leben und Werk. Böhlau, Köln 2014, ISBN 978-3-412-22264-2.
- Thedy, Max. In: Gitta Günther, Wolfram Huschke, Walter Steiner (Hrsg.): Weimar. Lexikon zur Stadtgeschichte. Hermann Böhlaus Nachfolger, Weimar 1998, ISBN 3-7400-0807-5, S. 445.

### Zu einzelnen Werken und Ausstellungen
- Siegfried Herrmann (Hrsg.): Max Thedy 1858–1924. Gemälde und Zeichnungen. Stadtmuseum, Weimar 2002, ISBN 3-910053-34-3 (Katalog der gleichnamigen Ausstellung im Stadtmuseum Weimar, 7. Juni bis 28. August 2002).
- Volker Caesar: Überlingens letzte Renaissancefenster als Motive der Malerei des späten 19. Jahrhunderts. Gemälde von Max Thedy dokumentieren seltene Fenster. In: Denkmalpflege in Baden-Württemberg, 36. Jg. 2007, Heft 1, S. 55–61 (PDF)